# Spoltore
Spoltore è un comune italiano di 18 978 abitanti della provincia di Pescara in Abruzzo.

## Geografia fisica

### Territorio
Il territorio comunale è situato nella fascia collinare abruzzese a circa 6 km dalla costa con un'estensione di circa 37 km², ed è delimitato a nord da Montesilvano, a nord-ovest da Cappelle sul Tavo, a est da Pescara, a sud-est da San Giovanni Teatino, a sud da Cepagatti e a ovest da Moscufo e Pianella. Il centro storico sorge su una collina a circa 185 m s.l.m., mentre nei territori pianeggianti della Val Pescara, lambite dall'omonimo fiume, sorgono le popolose frazioni di Villa Raspa e Santa Teresa, entrambe facenti parte del tessuto urbano pescarese.

### Clima
Presentando estati calde e umide e inverni moderatamente piovosi, il clima collinare di Spoltore è di tipo mediterraneo. La vicinanza al mare e ai fiumi Tavo e Pescara causa alti valori di umidità in tutte le stagioni. A gennaio, il mese più freddo dell'anno, le temperature difficilmente scendono sotto gli zero gradi, mentre a luglio, nel mese più caldo, arrivano a superare i trenta gradi. Le precipitazioni, che si concentrano in autunno e primavera, ammontano a circa 700 mm di pioggia annua; la vicinanza dei massicci appenninici di Maiella e Gran Sasso ripara il territorio dai venti occidentali, favorendo tuttavia correnti di garbino da sud-ovest e venti di origini siberiane da nord-est.
| Stazione meteorologica di Pescara Aeroporto | Mesi | Mesi | Mesi | Mesi | Mesi | Mesi | Mesi | Mesi | Mesi | Mesi | Mesi | Mesi | Stagioni | Stagioni | Stagioni | Stagioni | Anno  |
| Stazione meteorologica di Pescara Aeroporto | Gen  | Feb  | Mar  | Apr  | Mag  | Giu  | Lug  | Ago  | Set  | Ott  | Nov  | Dic  | Inv      | Pri      | Est      | Aut      | Anno  |
| ------------------------------------------- | ---- | ---- | ---- | ---- | ---- | ---- | ---- | ---- | ---- | ---- | ---- | ---- | -------- | -------- | -------- | -------- | ----- |
| T. max. media (°C)                          | 11,0 | 12,0 | 14,0 | 18,0 | 22,0 | 26,0 | 29,0 | 29,0 | 25,0 | 21,0 | 16,0 | 12,0 | 11,7     | 18,0     | 28,0     | 20,7     | 19,6  |
| T. min. media (°C)                          | 2,0  | 3,0  | 4,0  | 7,0  | 11,0 | 15,0 | 17,0 | 17,0 | 14,0 | 11,0 | 6,0  | 3,0  | 2,7      | 7,3      | 16,3     | 10,3     | 9,2   |
| Precipitazioni (mm)                         | 55,0 | 53,0 | 63,0 | 55,0 | 35,0 | 44,0 | 34,0 | 54,0 | 61,0 | 74,0 | 71,0 | 77,0 | 185,0    | 153,0    | 132,0    | 206,0    | 676,0 |
| Umidità relativa media (%)                  | 74   | 73   | 72   | 71   | 72   | 70   | 69   | 71   | 72   | 75   | 76   | 76   | 74,3     | 71,7     | 70       | 74,3     | 72,6  |

- Classificazione climatica: zona D, 1549 GR/G

## Origini del nome

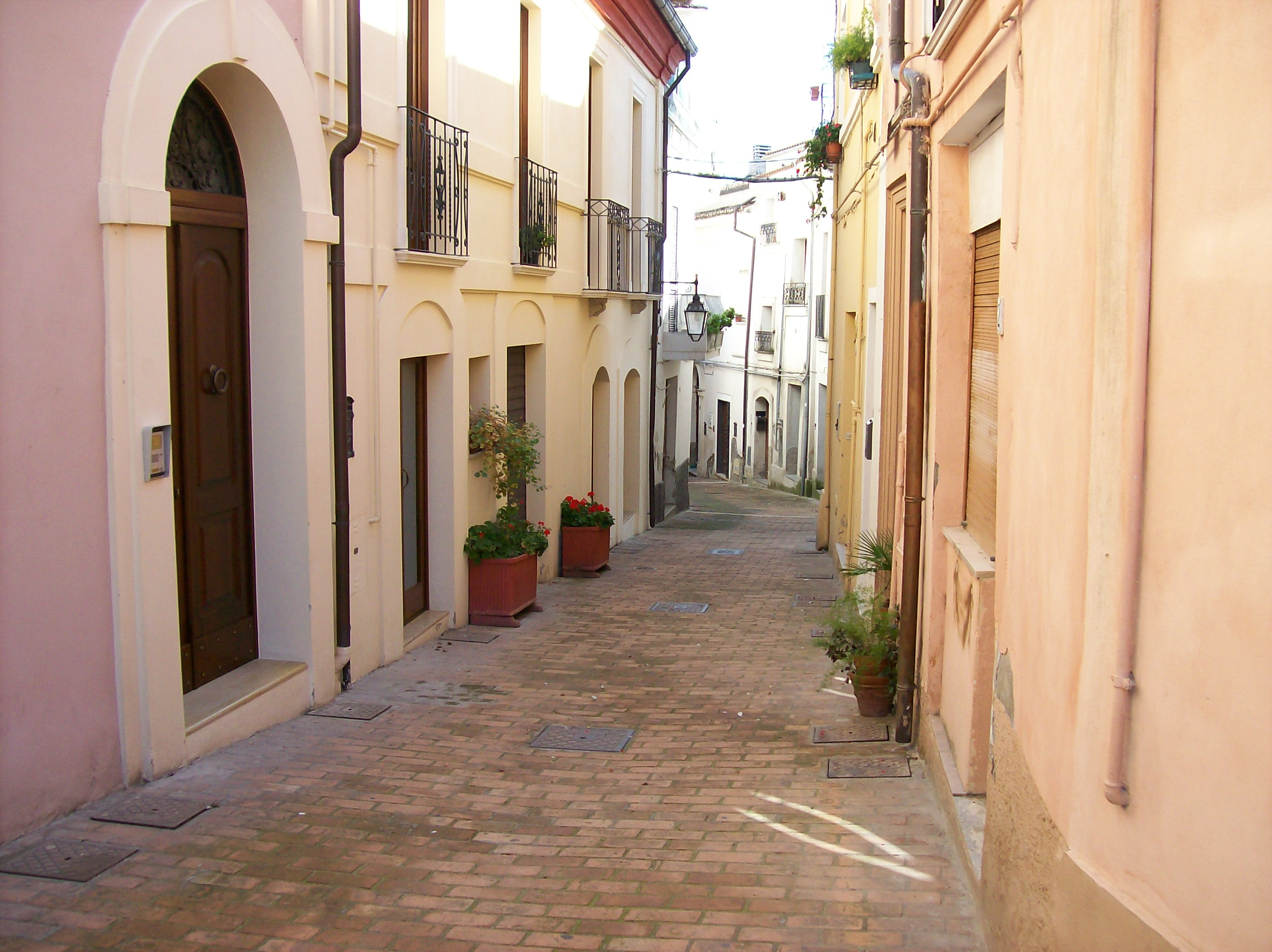
Vie del centro storico

Le prime attestazioni del nome compaiono in documenti del 972 in cui viene menzionato un castrum spulturii; successive menzioni posteriori l'anno mille mantengono la radice spelt, come Speltare, Spelturi e Spelturo, ma sono presenti anche diverse variazioni, come Spontarium, Spultore o Ispoltore, a testimonianza di una non generalizzata definizione del nome del territorio. La massiccia occupazione longobarda di precedenti ville romane poste nel territorio cittadino, già testimoniata dal Chronicon Casauriense, rende quasi certa l'origine germanica del toponimo spelt, in probabile riferimento all'anticamente diffusa coltivazione di farro e spelta nel territorio. Secondo un'altra interpretazione, il toponimo deriverebbe invece dal latino sepultorium, ovvero luogo dove si seppellisce, o sepultor, ovvero chi seppellisce.

## Storia

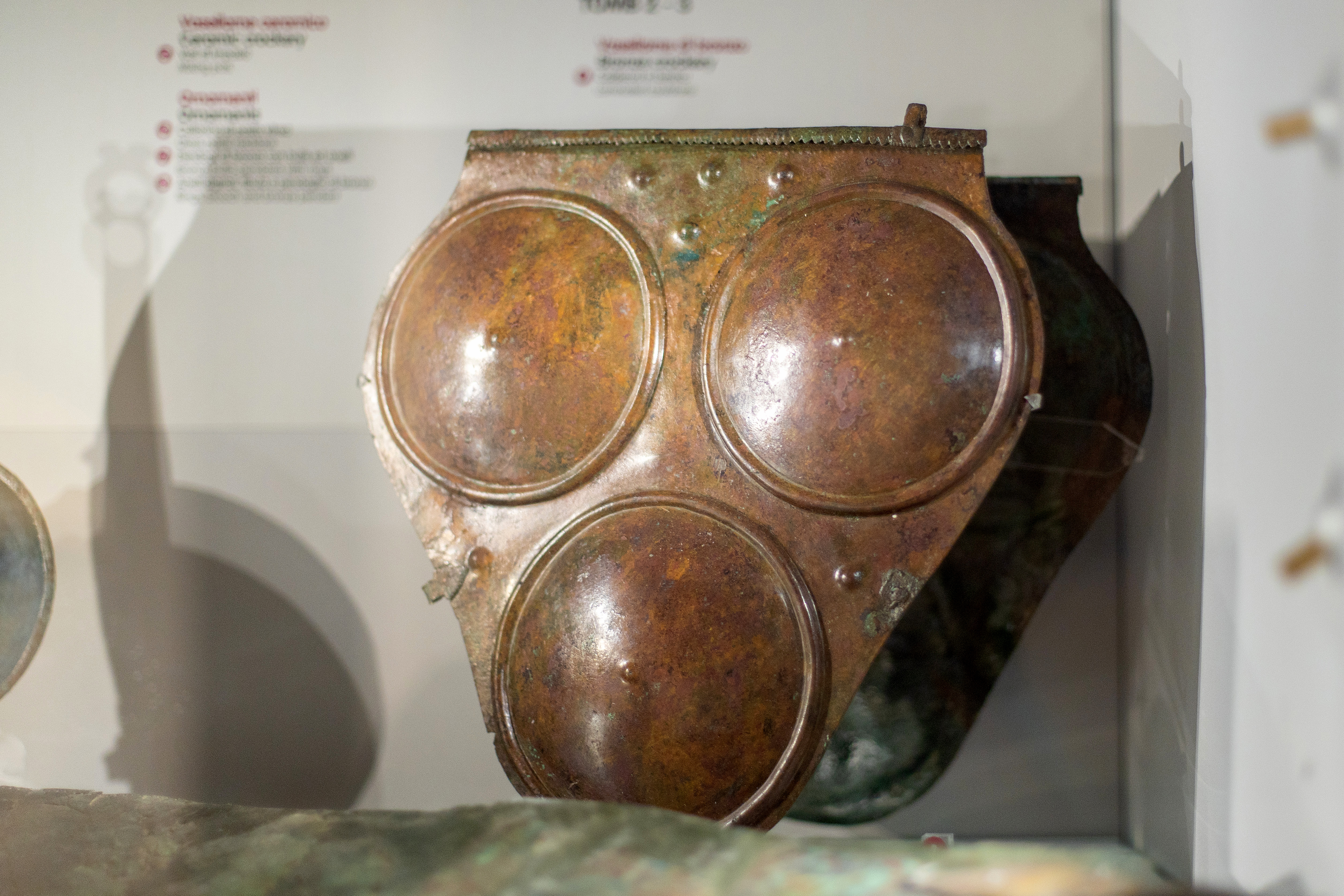
La corazza bronzea emersa da una tomba della necropoli vestina di Casaccio

I numerosi ritrovamenti archeologici sparsi nel territorio comunale hanno permesso di ricostruire la presenza umana già dalla Preistoria a Cavaticchio e sui terrazzamenti della sponda settentrionale della Val Pescara. In particolare la tomba a fossa del III millennio a.C., emersa durante gli scavi di un sito archeologico di una fornace romana a Santa Teresa, testimonia la presenza di una popolazione stanziale, praticante il culto dei morti, la pastorizia e l'agricoltura. Altre tombe del IV-III secolo a.C. rinvenute sulla collina di Casaccio, punto di snodo viario tra i vari abitati italici dell'area, attestano la presenza del popolo Vestino anche grazie a una corazza bronzea a tre borchie del IV secolo a.C. emersa da una tomba e conservata a Pescara nel Museo delle genti d'Abruzzo.
Per quanto alcuni resti emersi di lapidi, parti di colonne e pavimenti accreditino una presenza romana nel territorio, l'abitato si è andato costituendo solamente in età altomedievale in seguito all'insediamento longobardo. Secondo alcune teorie il centro storico di Spoltore potrebbe coincidere all'agglomerato centrale dell'antico municipium romano di Angulum. L'esatta posizione della città romana non è mai stata definita, e questo parrebbe suggerire che al nome di Angulum rispondesse un insieme di insediamenti sparsi su un più vasto territorio nelle colline pescaresi. Le prime menzioni del paese sono del 972, e all'avvento dei normanni divenne pertinenza della contea di Loreto, per poi venire in seguito infeudato a diversi casati. Nel 1496, col titolo di baronia, venne concesso a Ferdinando Castriota detto Manfredino, la cui famiglia vi esercitò pieno potere per i successivi cinquanta anni, durante i quali l'impianto urbano assunse le fisionomie contemporanee.
Nel 1927 Spoltore confluì nella nuova provincia di Pescara, cessando di appartenere a quella di Teramo; nel febbraio dell'anno seguente perse l'autonomia amministrativa venendo unito al comune di Pescara, dal quale fu però di nuovo separato nel 1947.

### Nuova Pescara
In data 25 maggio 2014 i residenti dei comuni di Pescara, Montesilvano e Spoltore si sono espressi in un referendum a favore dell'istituzione di un unico comune. Partecipò al voto il 69,46% degli aventi diritto e di questi il 64% si espresse a favore della fusione. A Spoltore ha risposto con il sì il 51,15% dei votanti. Ha prevalso il sì anche a Pescara con il 70,32% e a Montesilvano con il 52,23%. La relativa legge regionale è stata approvata in data 8 agosto 2018, fissando il 1º gennaio 2022 come data di nascita del nuovo comune. La scadenza è stata in un primo momento differita al 1º gennaio 2023, e successivamente al 2027.

Il gonfalone comunale

### Simboli
Lo stemma e il gonfalone sono stati concessi con DPR del 4 marzo 2002.

## Monumenti e luoghi d'interesse

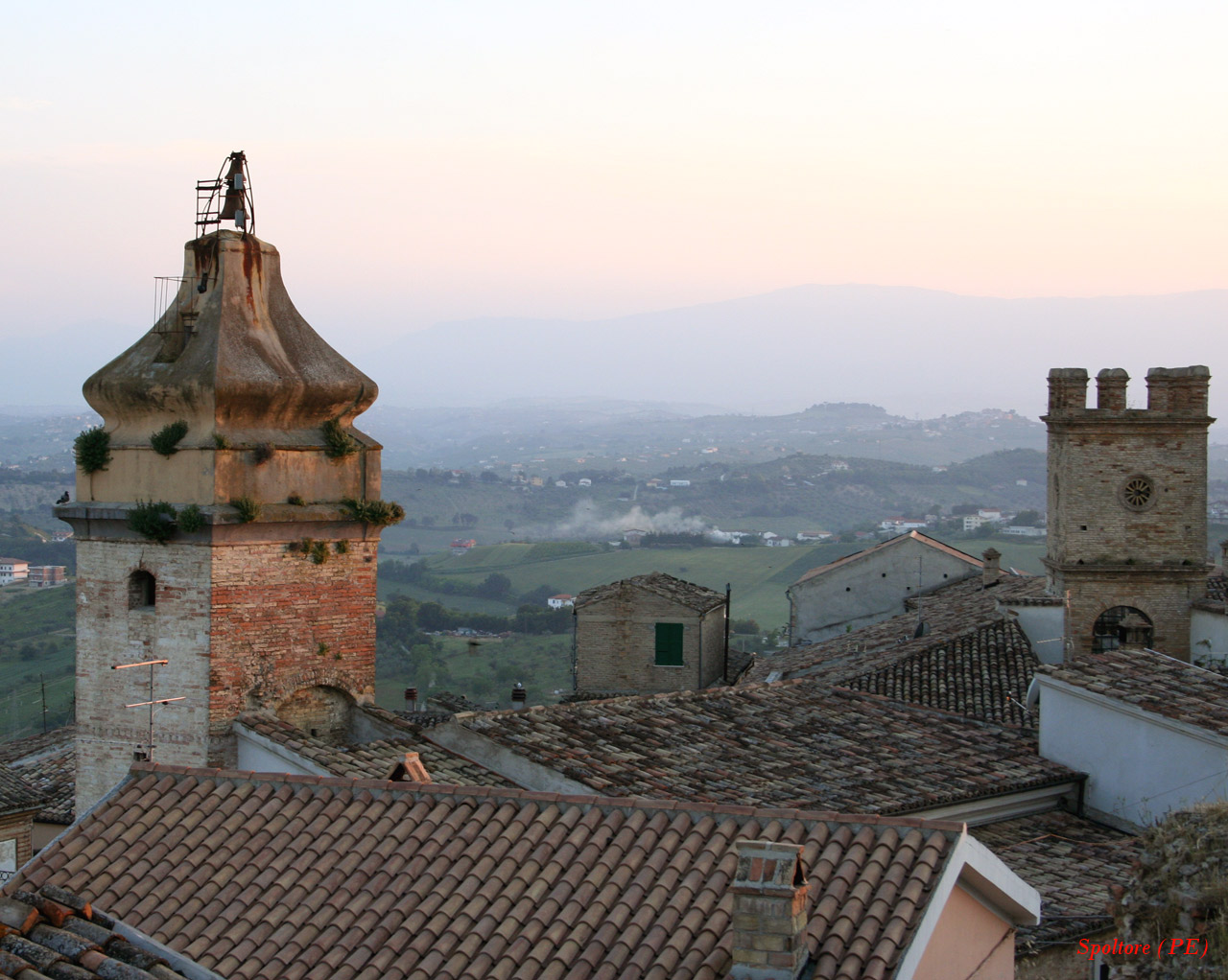
Scorcio del centro storico

### Architetture religiose

#### Chiesa di san Panfilo entro le mura

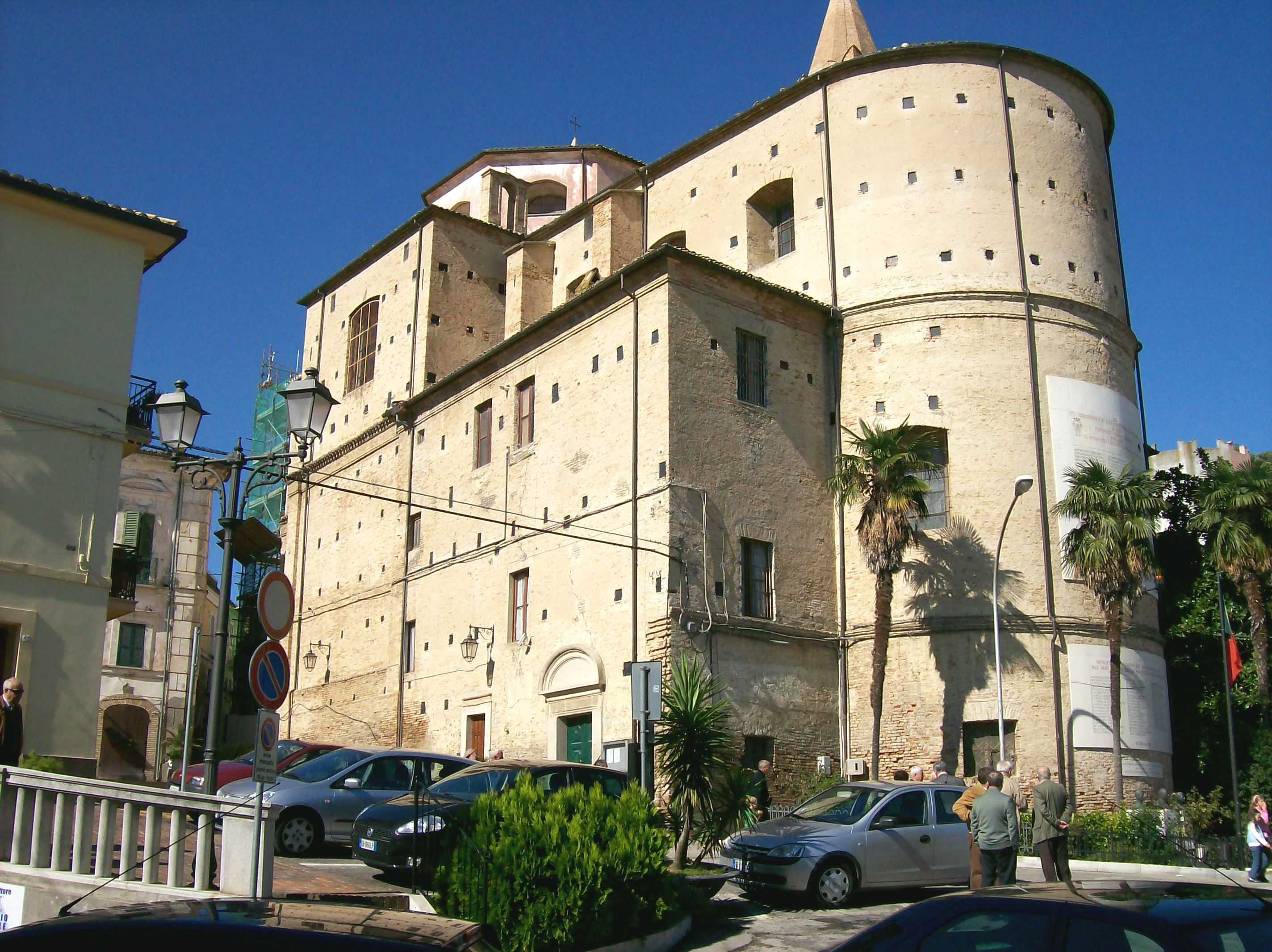
San Panfilo entro le mura

Venne realizzata tra il 1763 e il 1770 su progetto dell'architetto campano Francesco di Sio. Edificata su una precedente chiesa cinquecentesca e su parte delle vecchie fortificazioni cittadine, il suo campanile poggia sull'antica torre della porta cittadina di sant'Antonio. L'interno, di stile barocco, è decorato da statue degli evangelisti opera di Alessandro Terzani e Giustino Melella.
Ha una navata unica, seguita da alti pilastri terminanti con capitelli dorati di ordine corinzio. Nella parte centrale due cappelle laterali di San Panfilo e della Madonna del Popolo, disegnano insieme alla navata una croce latina rovesciata. Il soffitto, decorato con stucchi e rilievi architettonici, è sorretto da archi a sesto ribassato.
La cupola sovrasta la parte centrale della chiesa; sul lato interno della facciata un pronao su colonne sorregge la cantoria con l'organo. Il presbiterio è separato dall'abside semicircolare da un coro ligneo. Il campanile turrito è in tipica merlature ghibellina, e si erge su tre settori, con la terminante cuspide conica.

#### Convento di san Panfilo fuori le mura

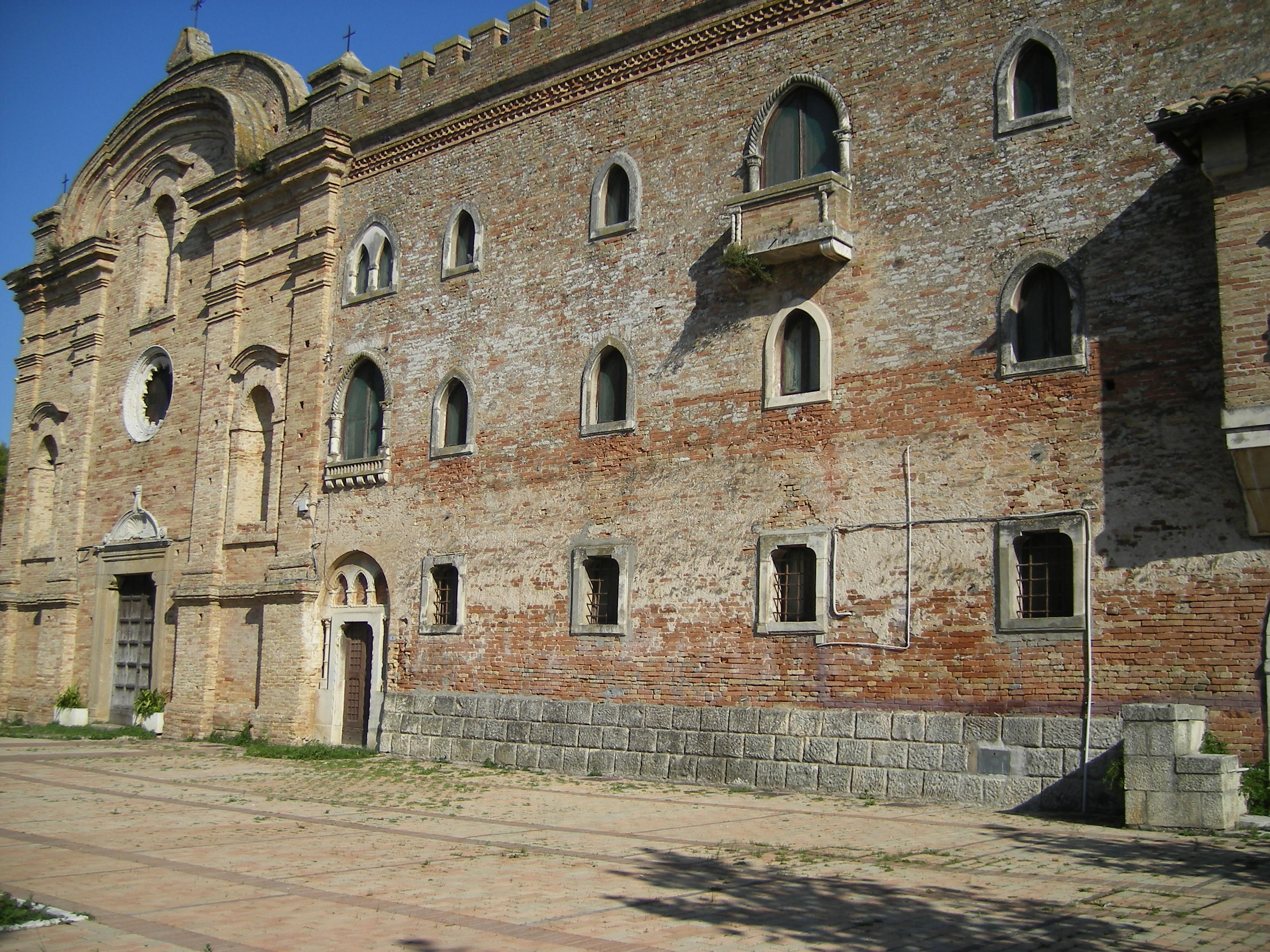
Il convento di San Panfilo fuori le mura

Realizzata in luogo di una precedente grangia altomedievale, la chiesa è collocata a circa 400 metri di distanza dalle mura cittadine, e compare già in alcuni documenti del 1070. Nel 1612 per volontà dell'universitas di Spoltore, viene collocato un convento accanto alla chiesa. In questo periodo, seguendo i dettami stilistici del tempo, i francescani stravolgeranno l'aspetto della chiesa arricchendola di numerose decorazioni di stile barocco. L'impianto interno è quello originale, benché le trasformazioni barocche abbiano ricoperto le pareti medievali.

#### Chiesa di santa Lucia delle Fratte
L'antica chiesa rurale di origine altomedievale è già menzionata nel 1084 da documenti notarili, e ospita una statua della santa in legno scolpito policromo presumibilmente databile al XIV secolo.

#### Chiesa di san Camillo De Lellis
La frazione Villa Raspa ha come patrono Camillo de Lellis dal 19 luglio 1959, e nel 1976 vi venne edificata su progetto di Lino Sarra una chiesa a lui dedicata. Di stile moderno, la facciata è composta da una lunga vetrata che sovrasta il portico di ingresso. L'interno è ad aula unica rettangolare con disegno a croce sulla copertura.

### Architetture civili e militari

#### Castello

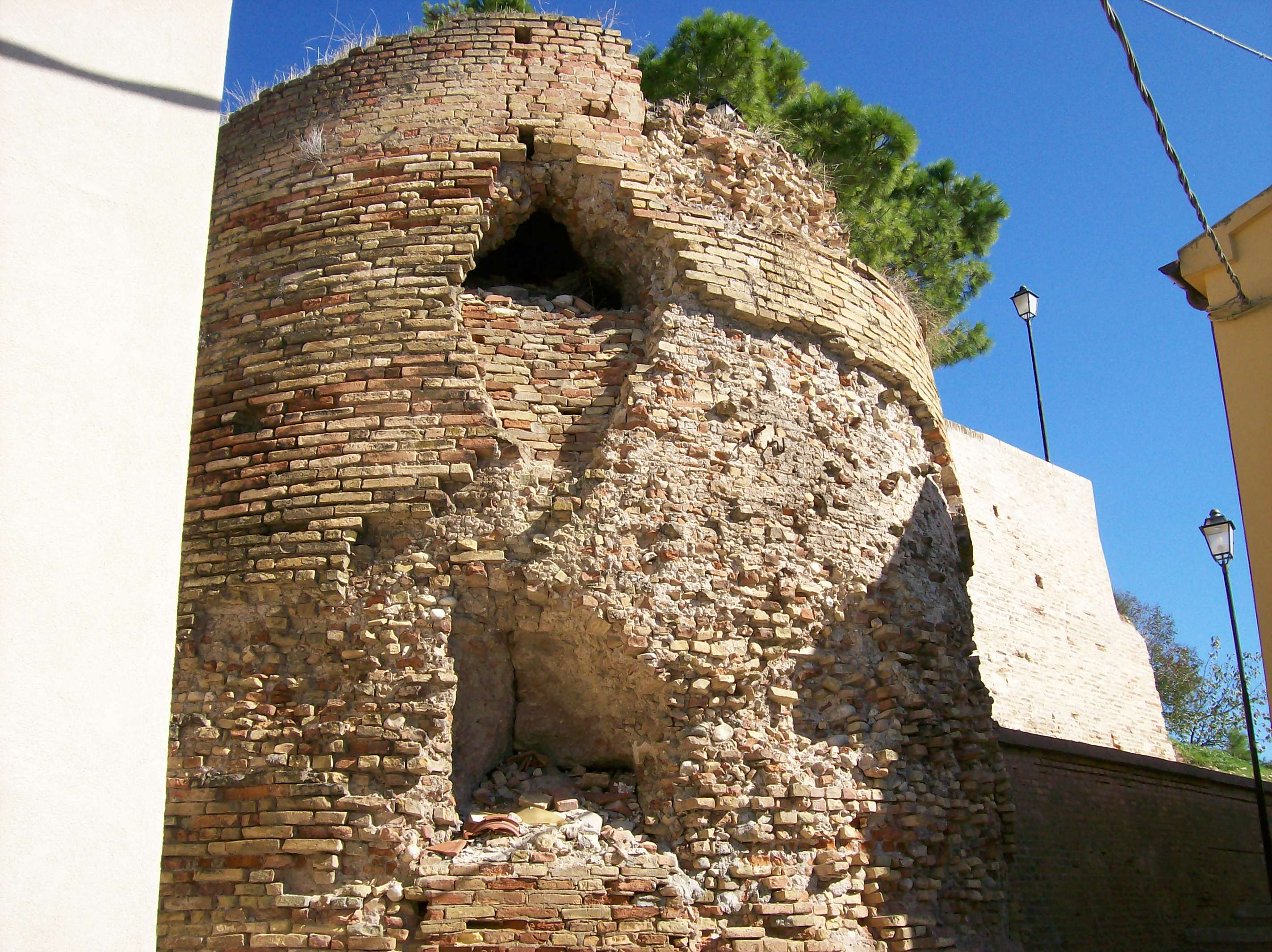
Resti del castello

La struttura, tra le prime fortificazioni in muratura dell'Adriatico centrale, risale ai primi anni del X secolo. La forma irregolare è sintomatica di un'urgenza nella sua edificazione, e fu costruito secondo lo stile germanico dei capisaldi su più livelli. Nel 1575 viene visto ancora maestoso e ospitale dall'abate domenicano Serafino Razzi, ma già nella seconda metà del XVII secolo viene descritto come diruto o riutilizzato per uso abitativo; conserva i due torrioni e il bastione, mentre la corte interna venne riutilizzata come cisterna cittadina.

#### Palazzo Castiglione
Il palazzo è una costruzione del XVIII secolo sul sito del preesistente castello medievale. Decorato all'interno con affreschi e pavimentazione a ciottoli negli esterni, fu usato nel periodo risorgimentale come armeria.

#### Palazzo Toppi
Nel palazzo aveva sede l'amministrazione comunale sino al 1969, anno del trasferimento in una nuova struttura. L'edificio, di impianto rinascimentale, si dispone su tre livelli e negli anni ha cambiato diverse volte destinazione d'uso, fino a divenire una scuola.

#### Villa De Pasquale
Costruita a Caprara d'Abruzzo nel 1877, fu proprietà di Giacomo Acerbo e della sua famiglia prima di divenire proprietà del comune di Spoltore nel 1997. Trasformata in ospedale militare durante la Seconda guerra mondiale, la villa ha mantenuto una funzione sanitaria ospitando una residenza sanitaria assistenziale.

#### Villa De Sanctis
Costruita tra il 1910 e il 1920 su progetto dell'architetto spoltorese Antonino Liberi, la villa di stile liberty fu nel periodo tra le due guerre mondiali luogo di incontro di diversi artisti abruzzesi. Molte delle opere furono trafugate durante l'occupazione tedesca durante la Seconda guerra mondiale e dal 1999 è stata dichiarata un bene di interesse storico artistico dall'allora soprintendenza per i beni architettonici dell'Abruzzo.

#### Villa Fusilli Caccianini
La villa, di proprietà della famiglia Fusilli, fu tra fine Ottocento e inizio Novecento frequentata dal notabilato castellammarese e dallo stesso Gabriele D'Annunzio, che la descrive come "un bianco edificio che ha l’apparenza di un chiostro gaudioso a cavaliere di un poggio solatio tutto coperto di ulivi". Dal 1955 è stata trasformata in una casa di cura privata e residenza sanitaria assistenziale.

#### Villa de Sanctis di Cerreto
Sita su un terrazzamento della Val Pescara e costruita intorno alla metà del XIX secolo come residenza di campagna della nobile famiglia de Sanctis, baroni di Cerreto. La villa fu apliata a inizio Novecento su progetto di Vincenzo Pilotti secondi i dettami di residenza signorile rurale. Requisita dall'esercito tedesco durante la Seconda guerra mondiale, è divenuta sede dell’azienda agricola Montani, che la acquisto dai de Sanctis negli anni 30 del XX secolo.

#### Torre De Sterlich

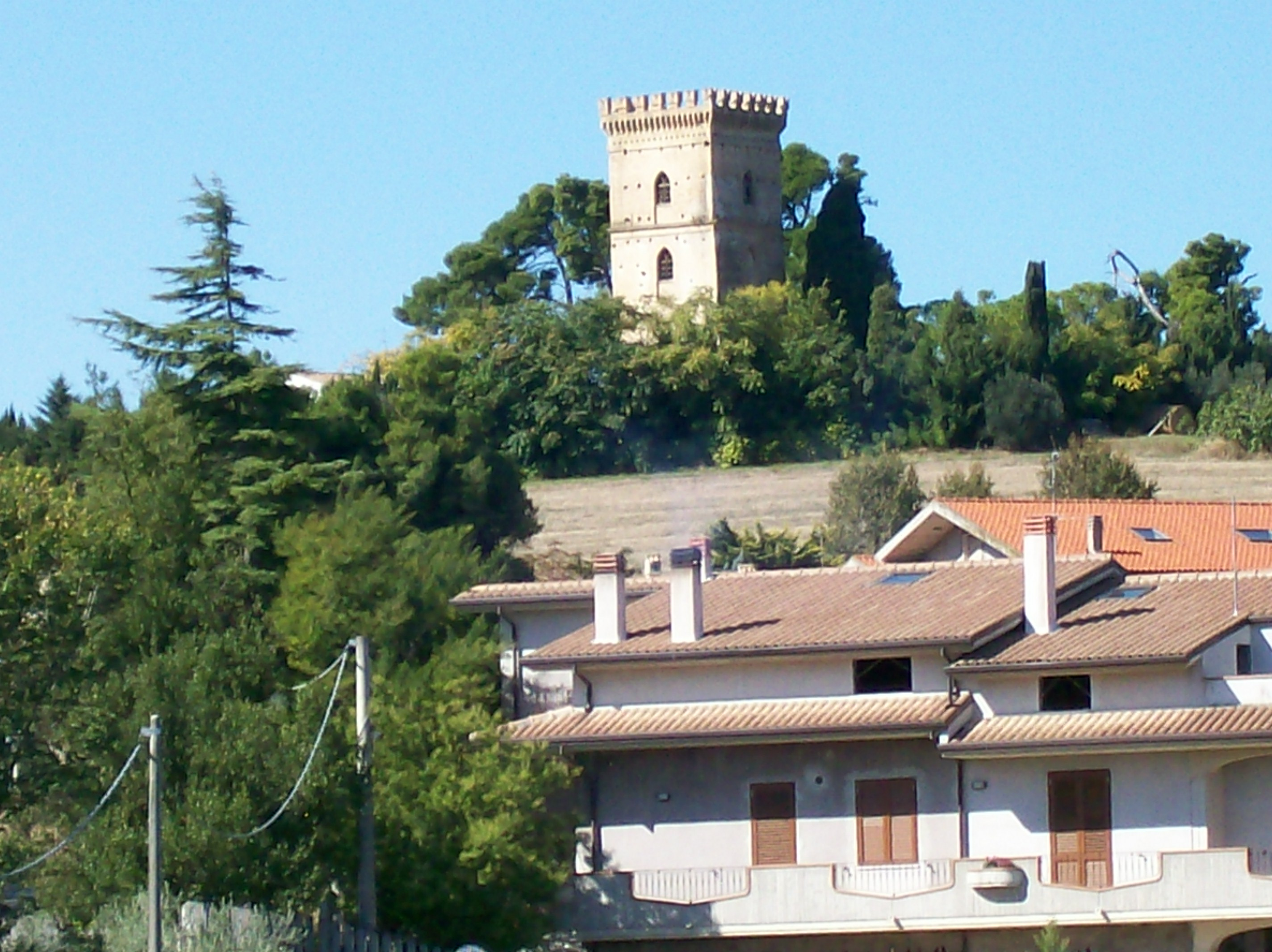
Torre De Sterlich

La torre, costruita nel XVI secolo dalla famiglia nobile locale De Sterlich, era usata come sito di controllo fuori dal paese; conserva l'aspetto originario caratterizzato da merlature e rilievi decorativi sui lati e le finestre ad arco a sesto acuto, ed è l'edificio principale della località Castellana.

### Altro

#### Monumento alla Coppa Acerbo

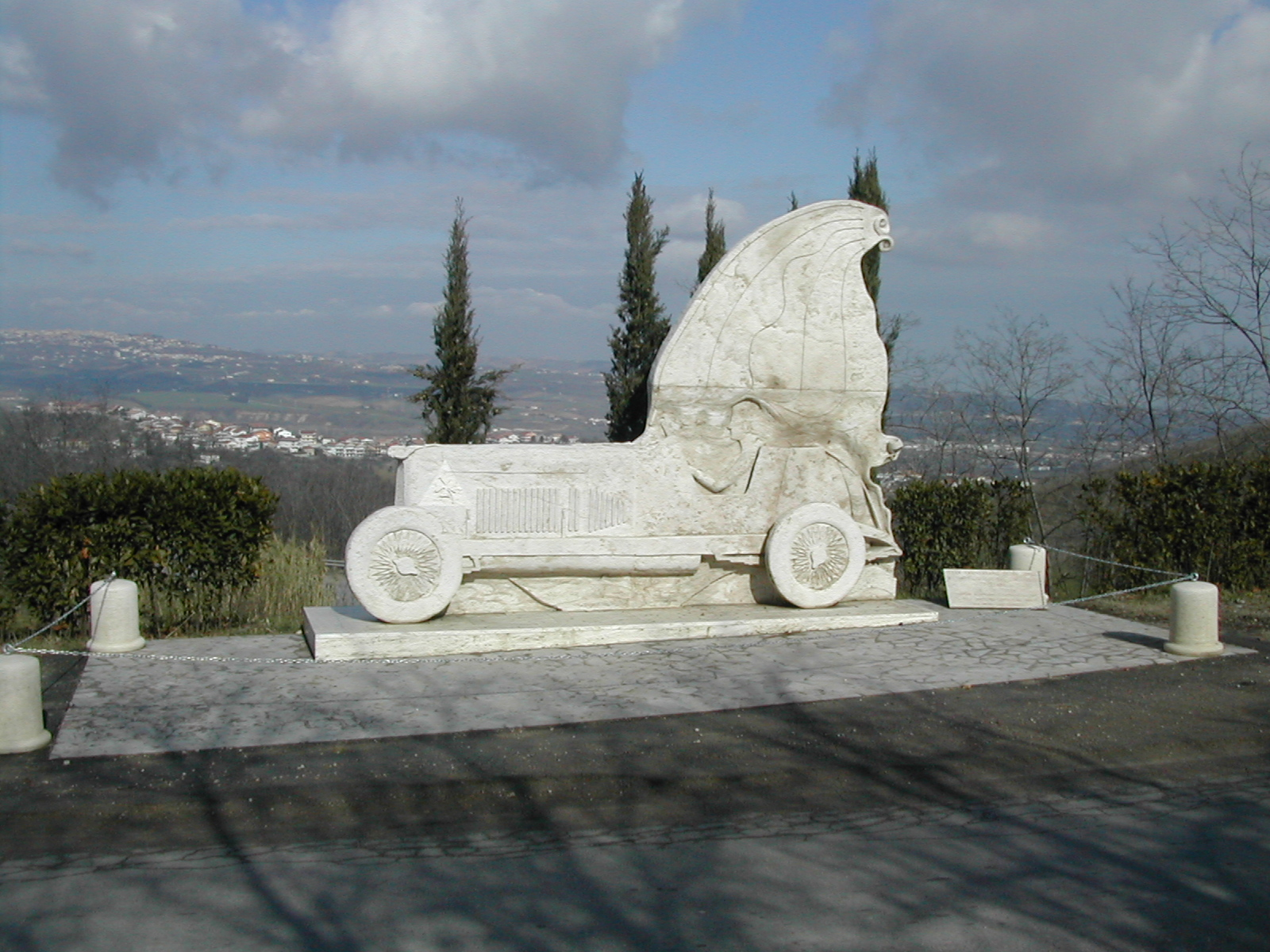
Il monumento alla Coppa Acerbo

Situato lungo la strada regionale 16 bis Adriatica, nei pressi di uno dei tornanti del tratto spoltorese del circuito di Pescara, il monumento in travertino realizzato da Igor Cascella raffigura un pilota in un'auto d'epoca e celebra la storica competizione automobilistica Coppa Acerbo.

## Società

### Evoluzione demografica
Abitanti censiti

### Etnie e minoranze straniere
Al 31 dicembre 2020 nel comune risiedevano, su un totale di 18 996 abitanti, 635 stranieri che rappresentavano quindi il 3,3% della popolazione. Le comunità più numerose provenivano dalla Romania e dall'Albania, con rispettivamente 232 e 62 residenti.

### Tradizioni e folclore
Tra le diverse ricorrenze religiose festeggiate nel comune, le principali sono la processione del Venerdì santo, la cosiddetta Madonna che corre e la processione patronale di san Panfilo. Durante le festività pasquali si tiene inoltre il gioco popolare detto Scucchje, in cui i partecipanti devono usare un uovo per rompere quello degli avversari cercando di preservare il proprio.

### Istituzioni, enti e associazioni
A Spoltore è presente un distretto sanitario di base con centro di erogazione servizi della ASL 3 Pescara.

## Cultura

### Istruzione
Dal 2020 la biblioteca comunale "Piero Angela" di Spoltore è inserita nel sistema bibliotecario nazionale; sono inoltre presenti diverse scuole primarie e una scuola secondaria di primo grado.

### Eventi
Dal 1984 si tiene a Spoltore il festival culturale di musica e teatro Spoltore Ensemble, mentre nella zona commerciale di Villa Raspa si tiene dal 2014 il festival "Pescara Comix & Games", evento dedicato al mondo dell'animazione, del fumetto e del cosplay.

## Geografia antropica
Il centro storico è situato su di un colle sulla cui sommità vi sono i resti delle fortificazioni longobarde.
L'abitato moderno di Spoltore si è sviluppato a valle del centro storico, lungo la Val Pescara; in particolare la crescita urbana è avvenuta nelle frazioni Villa Raspa e Santa Teresa, che formano un unico tessuto urbano con la confinante Pescara e dove hanno sede la maggior parte delle attività industriali e di servizi.

### Frazioni
Noto come "Terra dei cinque borghi" già dal 1806, il comune è suddiviso in quattro frazioni in aggiunta al centro storico:

#### Villa Raspa
In una mappa della Fortezza di Pescara del 1734 la località è indicata come Villa Rampa, e l'attuale denominazione potrebbe derivare da una corruzione di tale toponimo. Tracce della frequentazione preromana del sito sono visibili in località Quagliera, dove sono emerse circa 40 tombe e diversi suppellettili; un primo nucleo viene descritto in documenti di inizio Ottocento, ma lo sviluppo della frazione ha avuto un deciso impulso solamente nel secondo dopoguerra, e in particolare in seguito al piano di fabbricazione del 1974 e al piano regolatore del 1988, che hanno posto Villa Raspa in un ruolo centrale dell'economia comunale, affiancando alle diverse attività commerciali diverse zone riservate allo sviluppo industriale. È l'unica frazione di Spoltore a trovarsi all'interno della tangenziale di Pescara, e quella in più stretta continuità urbana con il centro abitato del capoluogo adriatico, della cui vicinanza risente anche nella forma dialettale del linguaggio parlato. Più che un nucleo culturalmente legato e affine a Spoltore, Villa Raspa si è quindi configurata nel tempo come un quartiere periferico di Pescara.

#### Santa Teresa
Nel 1645 nei registri dell'Universitas di Spoltore viene menzionata Santa Teresa per la prima volta. In origine piccola borgata contadina sulla Val Pescara, la frazione ha conosciuto un rapido sviluppo nella seconda metà del XX secolo, passando a un'economia di terziario misto e attività artigianali e industriali. A livello amministrativo, la località Cavaticchio è unita alla frazione di Santa Teresa.

#### Caprara d'Abruzzo
Il nucleo storico della frazione si è andato addensando tra il XV e il XVI secolo in seguito alle diverse ondate migratorie provenienti dai balcani che interessarono il litorale abruzzese in quei secoli. Compare come Casale di Roiano o Rogiano nel Chronicon Casauriense, ed era governata da una propria Universitas.  Fino al 1807 comune autonomo, con le riforme francesi venne aggregato al comune di Spoltore, ma mantenne il diritto di eleggere tre propri consiglieri in seno al consiglio comunale sino alle riforme degli enti locali degli anni 1960. L'antica corte feudale aveva sede in Palazzo Di Pasquale.

#### Villa Santa Maria
La borgata prese il nome da un'antica masseria sorta intorno a una cella conventuale detta Santa Maria di Anfrisano o Frisano. Nel catasto preonciario del 1645 risulta pertinenza della chiesa di Santa Maria della Piazza di Spoltore, mentre agli inizi del settecento il piccolo borgo viene acquisito dalla Corona e rivenduto al duca Figliola di Città Sant'Angelo, signore di Spoltore; le migrazioni dei popoli detti Schiavoni provenienti dalla Dalmazia diedero impulso alla crescita del villaggio. L'economia della frazione, tradizionalmente legata all'agricoltura, nel XX secolo è stata affiancata da piccole attività artigianali.

## Economia
Beneficiando della prossimità dell'area metropolitana pescarese, il tessuto economico di Spoltore, tradizionalmente fondato sulle produzioni agricole di cereali, ortaggi, uva da vino e olive, ha nel tempo accresciuto la meccanizzazione e l'integrazione con l'industria agroalimentare, ed è stato affiancato da un'industria attiva nei settori del manifatturiero, del metalmeccanico e delle costruzioni.

## Infrastrutture e trasporti

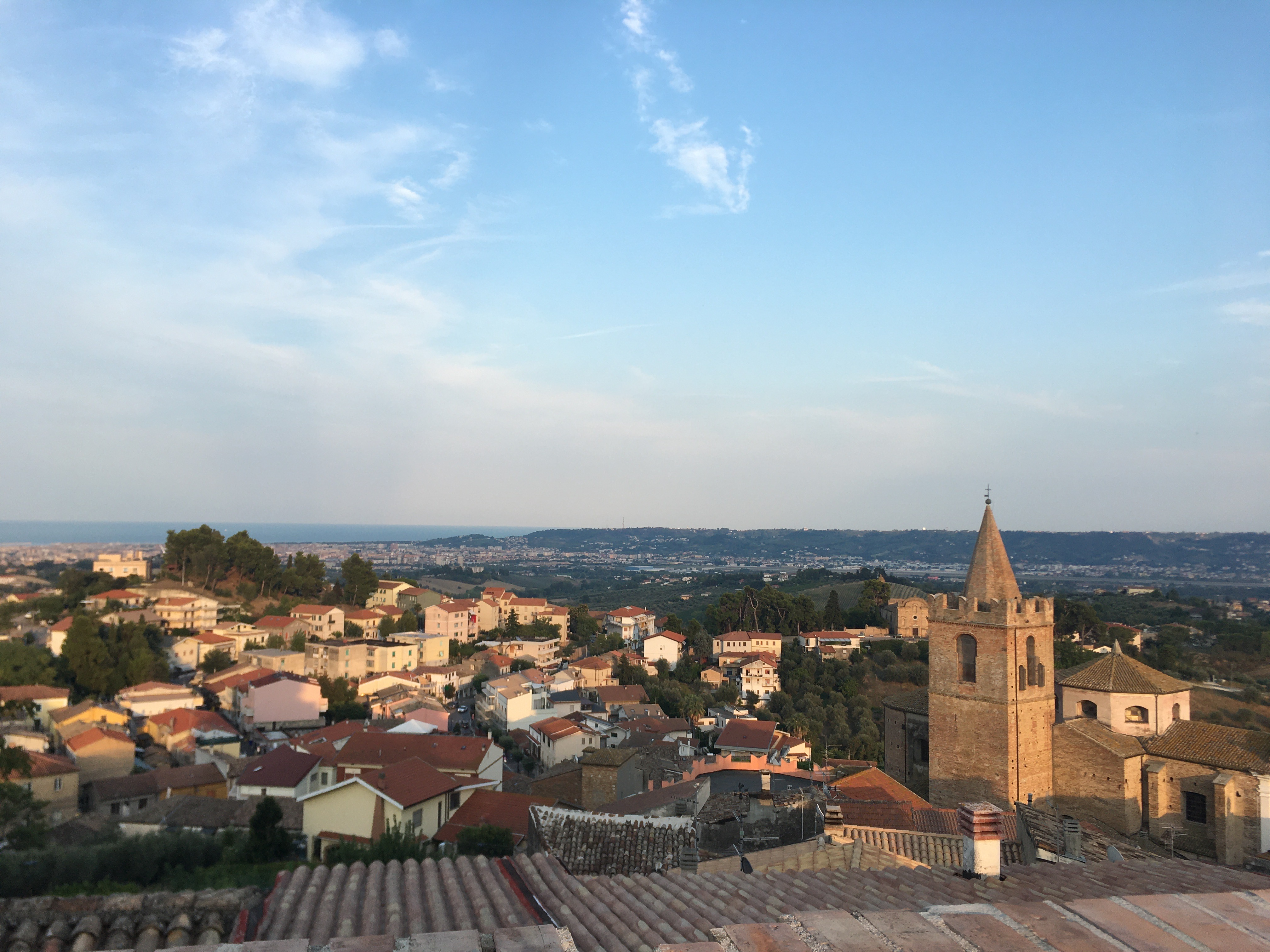
Panorama dal castello

### Strade
- Strada statale 714 Tangenziale di Pescara: Villa Raspa è servita dalla tangenziale pescarese tramite lo svincolo Spoltore-Ospedale
- Strada regionale 16 bis Adriatica: l'arteria stradale attraversa il centro di Spoltore, e lo collega con Cappelle sul Tavo a ovest e Villa Raspa e Pescara a est. Dal 1924 al 1961 il tracciato faceva parte del circuito di Pescara.
- Strada regionale 602 di Forca di Penne: l'ex strada statale percorre il versante settentrionale della Val Pescara, attraversando le frazioni di Villa Raspa e Santa Teresa

### Aeroporti
L'aeroporto di Pescara, posto a breve distanza da Spoltore sul versante meridionale della Val Pescara, è direttamente collegato a Villa Raspa tramite la tangenziale pescarese.

## Amministrazione

### Gemellaggi
- Berca, dal 2018[47].

## Sport

### Calcio
La principale squadra di calcio della città è l'A.S.D. Spoltore 2012 Calcio, che nella stagione 2025-2026 militerà in promozione abruzzese È nata nel 2012. I colori sociali sono il celeste ed il granata.

### Automobilismo
Spoltore era attraversato dal circuito di Pescara sul quale, tra il 1929 e il 1961, si svolse la Coppa Acerbo. Nel 1957 fu teatro del Gran Premio di Pescara, valido per il Campionato mondiale di Formula 1

### Basket
Lo Spoltore Basket, militante nel campionato di Promozione Abruzzese, è stato fondato nel 1965. I colori sociali sono il rosso ed il bianco e il simbolo è un’aquila.